# Falciot del Cap
El falciot del Cap (Apus barbatus) és una espècie d'ocell de la família dels apòdids (Apodidae) que habita el camp obert, criant en penyasegats del sud de Camerun, Àfrica Oriental i Meridional a la República Democràtica del Congo, sud-oest i est d'Uganda, Ruanda, oest i sud de Kenya, nord de Tanzània, Malawi, Moçambic, sud-oest de Zàmbia, nord-est de Botswana, Zimbabwe i est i sud de Sud-àfrica.